# Hexatoma glabricornis
Hexatoma glabricornis är en tvåvingeart som beskrevs av Alexander 1969. Hexatoma glabricornis ingår i släktet Hexatoma och familjen småharkrankar. Inga underarter finns listade i Catalogue of Life.